# Baucau
Baucau là thành phố lớn thứ hai ở Đông Timor, sau thủ đô Dili nằm cách đó 122 km.
Baucau có 16.000 dân, là thủ phủ của quận Baucau, nằm ở phía đông quốc gia này. Trong thời kỳ Timor thuộc Bồ Đào Nha, Baucau được gọi là Vila Salazar theo tên của António de Oliveira Salazar người Bồ Đào Nha.
Phần lớn hạ tầng của Baucau và khu vực phụ cận đã bị phá hủy trong các cuộc bạo loạn sau cuộc trưng cầu dân ý độc lập vào năm 1999. Tuy nhiên, một vài công trình thời thuộc địa Bồ Đào Nha ở khu phố cổ vẫn còn tồn tại
Baucau là nơi có tòa tổng giáo phận Đông Timor.

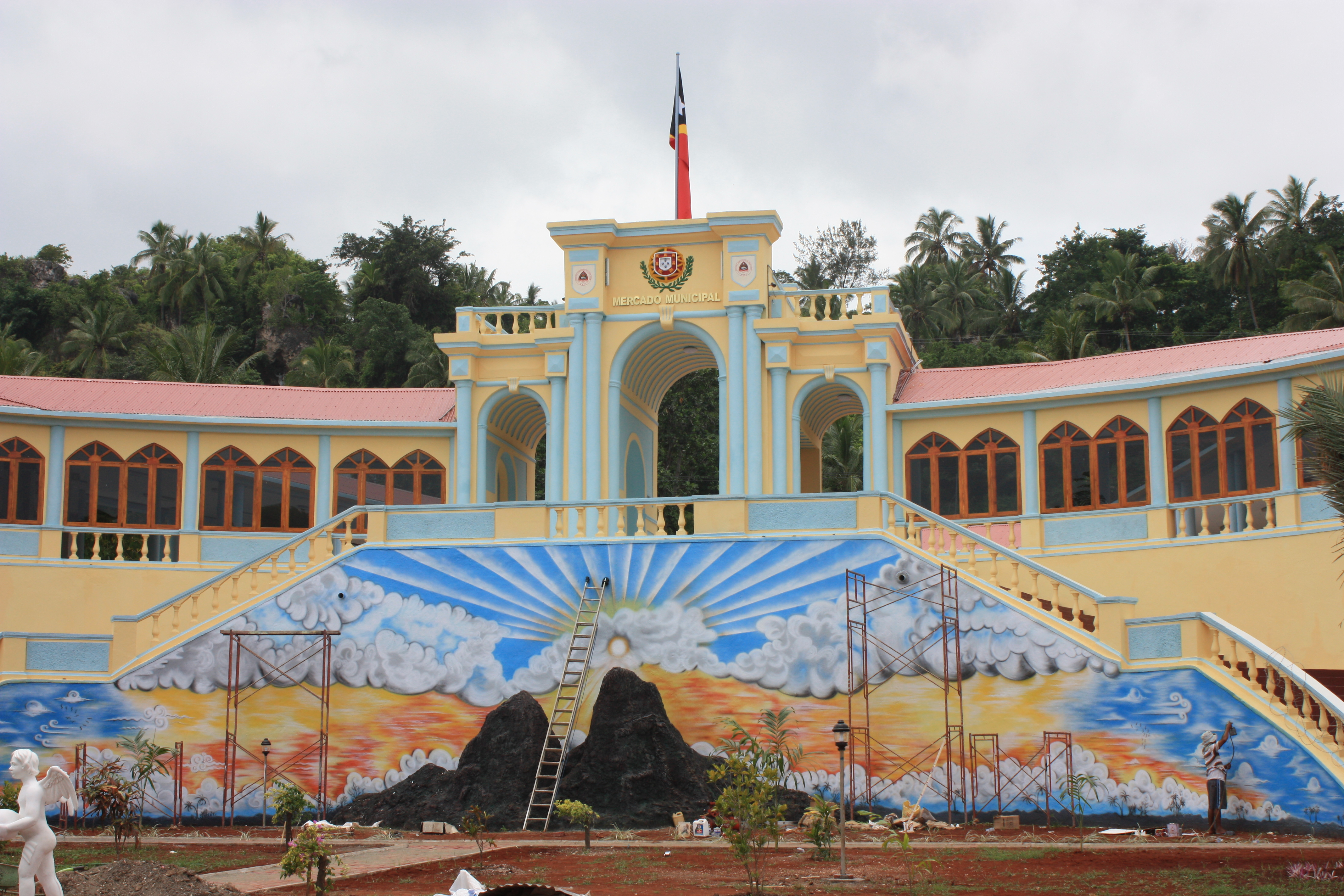
Chợ cũ Baucau

Sân bay Cakung (code IATA: NCH), nằm cách thành phố 6 km, đây là sân bay có đường băng dài nhất của quốc gia này.
8°28′N 126°27′Đ / 8,467°N 126,45°Đ